# Fabbri africani

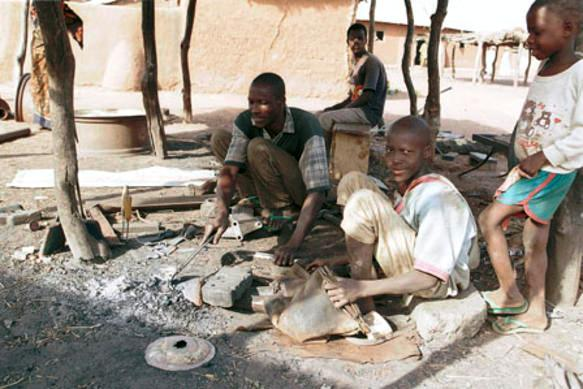
Fabbri al lavoro a Bolgatanga, Ghana

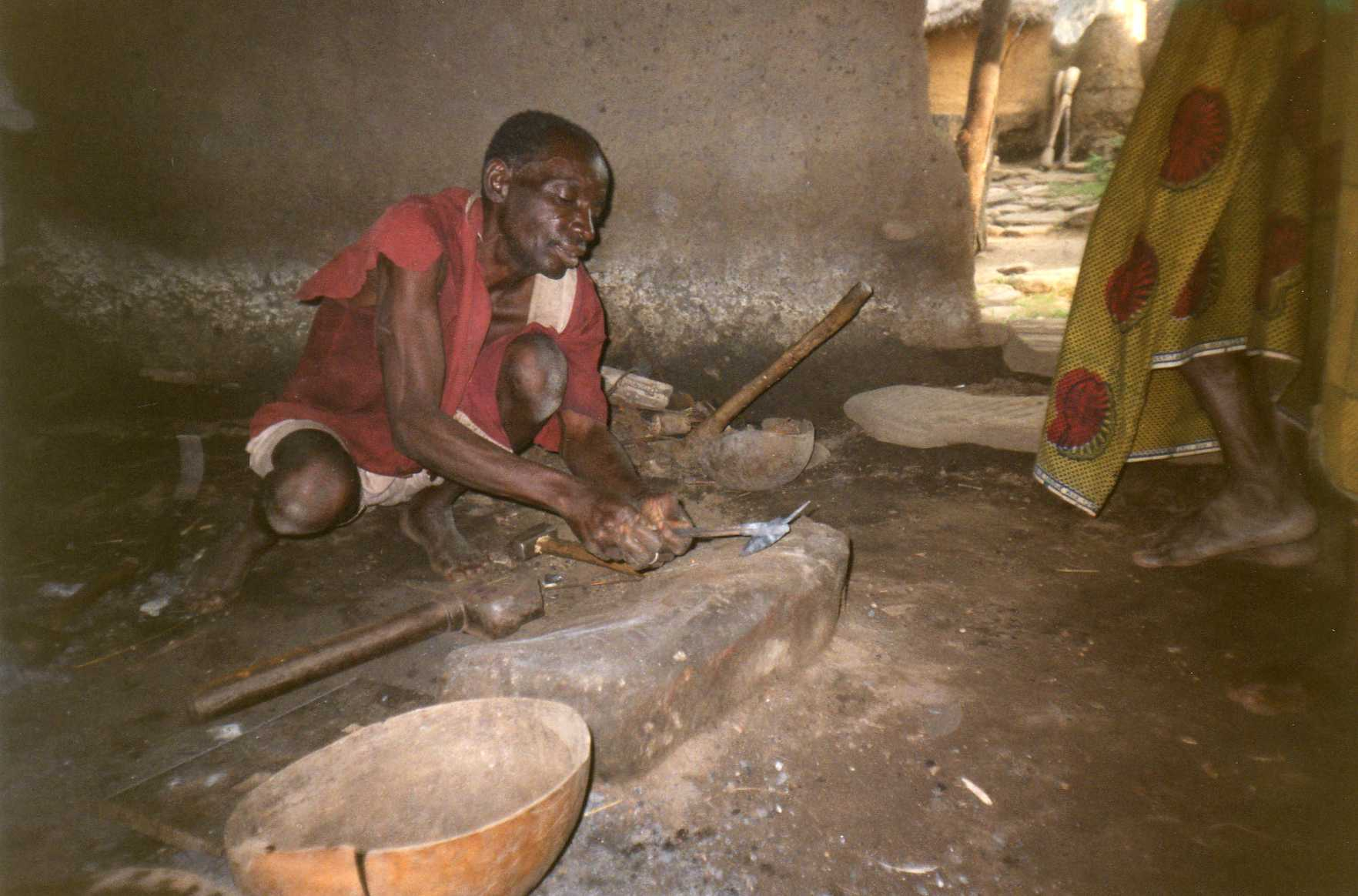
Fabbro al lavoro nel quartiere Yaka, presso i villaggi Taneka, Benin

Il fabbro è una figura che riveste una funzione tecnologica e sociale significativa in molte culture africane. In generale, l'Africa costituisce un terreno d'indagine unico per lo studio della lavorazione del ferro con metodi non industriali. Da nessun'altra parte infatti la lavorazione del ferro fu così diffusa. La ricchezza e la varietà ineguagliata delle tecniche tradizionali di lavorazione è probabilmente dovuta alla diffusione e all'accessibilità dei minerale che poteva essere raccolto direttamente sul terreno. 
Nonostante la diffusione dei metalli di lavorazione industriale, in diverse parti del continente è ancora possibile osservare o raccogliere testimonianze dirette della lavorazione del metallo dall'estrazione al prodotto finito ottenuto con altiforni la cui costruzione e funzionamento richiedeva un alto livello di specializzazione.

## Aspetti sociali e mitici
Al di là dell'aspetto strettamente tecnologico, è evidente che la lavorazione del metallo è un'attività investita di profondi significati culturali. Tale attività è quasi sempre appannaggio di specialisti fonditori e fabbri. Questi artigiani che giocano con il fuoco occupano un posto particolare nel pensiero simbolico. In virtù della particolarità del loro lavoro è infatti molto comune che i fabbri rivestano uno speciale ruolo politico ed economico. In molte mitologie e cosmologie africane, il fabbro è un eroe prometeico che ruba il fuoco alla divinità per portarla agli uomini segnando così il passaggio dalla natura alla civiltà. 
Oltre a fornire agli uomini uno strumento per cuocere il cibo, scaldarsi e proteggersi dagli animali, il fabbro riuscì ad appropriarsi dei misteri del fuoco utilizzandolo per la fusione del metallo. Sua moglie, invece, ne fece uso per trasformare l'argilla in terracotta. Tale associazione tra fabbri e ceramiste quali specialisti in grado di dominare e controllare il fuoco per la creazione degli oggetti indispensabili alla società è molto diffusa sul continente africano, anche se non ovunque esiste una divisione sociale netta, fondata sull'appartenenza lignatica che fa dei fabbri e delle ceramiste un gruppo chiuso e distinto dal resto della società, così come avviene in Africa occidentale.

## Il fabbro in Africa occidentale
La lavorazione del ferro in Africa occidentale risale al V secolo a.C. e venne praticata su scala e intensità diversa a seconda delle località e dei gruppi. Studi archeologici hanno dimostrato la presenza di siti di fusione in molte zone di questa parte del continente. In particolare, in Senegal, Guinea, Burkina Faso, Nigeria, Togo e Camerun sono state trovate tracce di centri di produzione del ferro su larga scala. In molte culture dell'Africa occidentale, quello dei fabbri costituisce un gruppo definito su base lignatica. Nelle società altamente stratificate di questa area, i fabbri sono solitamente inclusi nella classe degli specialisti professionali che hanno l'appannaggio della produzione della cultura materiale e della preservazione della memoria orale. 
In virtù del loro lavoro manuale e in particolare della loro abilità di manipolare il fuoco, che implica l'acquisizione di poteri mistici potenzialmente pericolosi, i fabbri sono temuti ma anche disprezzati dal resto della società. Sebbene il sapere della forgia sia trasmesso esclusivamente all'interno del gruppo, non tutti i membri maschi di una famiglia di fabbri devono necessariamente scegliere di praticare questo mestiere. Tuttavia, anche qualora scegliessero altre attività professionali, saranno sempre riconosciuti come fabbri. Al contempo, nessun individuo che non sia nato all'interno di una famiglia di fabbri potrà mai intraprendere questa professione che è appannaggio esclusivo di questo gruppo. Sempre in Africa occidentale esistono anche gruppi che non delimitano secondo criteri famigliari l'accesso all'arte della forgia, ma che consentono a chiunque lo desideri di intraprendere questa professione. Sebbene vi siano temi ricorrenti che indicano il fabbro dell'Africa occidentale come una sorta di eroe culturale con uno statuto particolare all'interno della società è importante sottolineare che le variazioni locali possono essere molto significative

### Fabbro tuareg
Nella cultura Tuareg, i fabbri e più in generale gli artigiani, denominati inadan (nome la cui etimologia rimanda proprio al concetto di separatezza) sono un gruppo chiuso, fortemente endogamico. La separatezza degli inadan è riscontrabile a diversi livelli: a) essi sono gli unici a svolgere un'attività di tipo professionale in una società dove l'attività manuale è, almeno idealmente, considerata altamente disonorevole; b) sono la classe che più strettamente osserva l'endogamia di gruppo; c) a causa della loro attività principale (quella di fabbri-gioiellieri), che implica il piegare e trasformare la materia per mezzo del fuoco sono considerati particolarmente vicini al mondo degli spiriti e collocati su un piano non totalmente umano. La traduzione "fabbri" con cui è stato spesso reso il termine inadan, pur sottolineando un aspetto importante del loro lavoro, evidenzia soltanto una delle attività del gruppo. Gli inadan non sono infatti solo gli artefici dei gioielli e delle armi usati dai Tuareg, ma di tutti gli oggetti che costituiscono l'arredo della tenda, dei paramenti per i cammelli. Sono inoltre barbieri, cavadenti, chirurghi. È a loro che ci si rivolge per qualsiasi tipo di problema tecnico possa insorgere nella vita di un accampamento o di un villaggio. Nessun tuareg che non sia nato in una famiglia di inadan può svolgere le attività manuali proprie di questa classe.
Generalmente gli inadan risiedono vicino a un accampamento o vicino a una zona agricola dove più facilmente possono trovare clienti per i propri prodotti. Non è raro che essi stabiliscano una sorta di contratto con gli abitanti dell'accampamento che però non costituisce un vero e proprio rapporto di subordinazione in quanto può essere rescisso in qualsiasi momento.
I Tuareg ritengono che gli inadan siano dotati di particolari poteri mistici che li pongono in contatto diretto con il mondo degli spiriti. Che gli artigiani, e in particolare gli artigiani del metallo, siano dotati di capacità straordinarie grazie alle quali intrattengono un rapporto privilegiato con gli spiriti è una credenza ampiamente diffusa in Africa Occidentale. Il potere degli inadan non è però legato a qualche forma di iniziazione esoterica, ma al graduale apprendimento delle tecniche famigliari a partire dalla prima infanzia. In virtù di questi poteri, gli inadan non sono soltanto i produttori della cultura materiale tuareg, ma anche figure chiave nelle negoziazioni tra i diversi gruppi che compongono la società. Figure marginali il cui ruolo diventa centrale in numerosi rituali e momenti critici e da cui dipende la preservazione della memoria di queste popolazioni nomadi del deserto del Sahara.

### Fabbro Mande
Presso le popolazioni Mandé della Guinea e del Mali i fabbri sono individui potenti che rivestono un ruolo piuttosto ambiguo nella società locale. Sono infatti una classe influente dal punto di vista politico, consulenti del capo villaggio per tutte le decisioni importanti riguardanti la comunità. Questo loro potere, unito alla conoscenza spirituale e tecnica necessaria allo svolgimento della loro professione, è al contempo fonte di rispetto e di timore da parte degli altri membri della società. Manipolatori della materia, i fabbri sono ritenuti in grado di manipolare la forza intrinseca a tutte le cose (che i Mande chiamano nyama), e per questo sono in grado di esercitare il controllo sul principio organizzativo fondamentale della società Mande.
Questa forza e controllo non sono accessibili a chiunque. Sebbene non tutti i membri del gruppo scelgano di esercitare la professione, sono solo coloro che nascono all'interno di un lignaggio di fabbri a poter essere ammessi all'apprendistato che consente l'apprendimento delle tecniche della professione e del daliluw, "il sapere segreto sulla funzione e la natura del nyama". L'apprendistato comincia molto presto, dato che sono necessari diversi anni per raggiungere la competenza tecnica e spirituale necessaria ad operare a pieno titolo come fabbro all'interno della società. Infatti, quali controllori del nyama, i fabbri devono possedere una forza particolare che consenta loro di operare atti difficili e pericolosi (quali la caccia, la fusione e la forgiatura dei metalli) e di manipolare e orientare in maniera positiva le forze eversive alla base della società..

## Fabbro in Africa equatoriale
L'apprendimento dell'arte della forgia è un processo complicato che richiede un apprendistato lungo e graduale, che passa dall'acquisizione dell'abilità di operare il mantice alle più elaborate operazioni di fusione e di forgia. Sebbene, anche in Africa equatoriale, tale sapere tecnico sia per lo più trasmesso di padre in figlio (spesso anche nel caso di società patrilineari), le regole di accesso alla professione sono molto più eterogenee rispetto all'Africa Occidentale. Pierre de Maret riporta come tra i Nen chiunque desiderasse apprendere la professione poteva accedervi e l'apprendistato era gratuito. Si tratta tuttavia di un caso quasi unico dato che, nella maggior parte dei casi, anche laddove non vi siano vincoli famigliari all'ingresso nella professione, è tuttavia necessario pagare per l'apprendistato.
In Africa centrale esiste un ampio ventaglio di possibili relazioni tra i fabbri e il loro gruppo. Solitamente gli specialisti della metallurgia non sono connessi tra loro in modo da formare un gruppo chiuso di tipo lignatico o professionale e nulla li distingue dagli altri membri del gruppo se non la loro professione. Tra l'altro, in Africa centrale non è presente l'associazione stretta tra fabbri e ceramiste che invece caratterizza la divisione di ruoli all'interno dei lignaggi di fabbri in Africa occidentale.

### I fabbri nella società
È raro che i fabbri di questa zona formino delle caste o siano legati tra di loro da regole endogamiche. Anzi, in alcuni casi, come tra i Tetela la pratica dell'arte della forgia unisce gli individui in una sorta di confraternita professionale e viene pertanto vietata l'instaurazione di alleanze matrimoniali con altri membri, cosa che viene assimilata all'incesto.
Esistono gruppi presso cui lo statuto di fabbro è riservato al capo. De Heusch attribuisce questa associazione al valore primordiale del fuoco che diventa rimanda al contempo al potere regale. Tuttavia questa associazione non può essere generalizzata e va calata nel complesso della simbologia, dell'organizzazione sociale ed economica di ciascuna società. A differenza di quanto avviene in Africa occidentale, presso le popolazioni di lingua bantu il fabbro è raramente disprezzato. Anche in questa zona, il fabbro è temuto per il suo potere di governare il fuoco, tuttavia al timore si associa generalmente il rispetto.
Nella maggior parte dei casi i fabbri in Africa centrale rivestono un ruolo di prestigio e in alcuni caso sono associati o subordinati direttamente al potere regale.
È indicativo che i simboli di potere delle dinastie dell'area equatoriale siano spesso oggetti di ferro e in alcuni casi gli stessi strumenti della forgia. In Ruanda, la stessa parola designa gli "oggetti di ferro" e il "potere regale". Nel Burundi, il mito narra l'acquisizione della tecnica da parte del lignaggio regale attraverso il matrimonio del re Tutsi con la figlia di un fabbro Hutu. Presso i Kuba e i Kongo, i miti connettono direttamente i progressi della metallurgia con la regalità.

### Ruolo economico della metallurgia
La metallurgia in Africa centrale è in gran parte connessa a economie di tipo agricolo. Sebbene sia possibile trovare fabbri che lavorano il metallo anche presso popolazioni di cacciatori-raccoglitori, le tecniche di estrazione del metallo si sono sviluppate prevalentemente presso le popolazioni agricole. L'operazione che consente di trasformare il minerale in un prodotto semifinito richiede una grande abilità tecnica e non può essere effettuata da un individuo solo. Di fatto la fusione del ferro richiede la partecipazione di un gruppo di individui che collaborano per diversi giorni: bisogna estrarre e preparare il minerale, preparare grandi quantitativi di carbone, costruire la fornace e infine fondere, fase che da sola può durare più di un giorno intero e il cui risultato non è mai del tutto certo. Nella maggior parte dei casi il processo di fusione è un'operazione altamente ritualizzata, il cui esito non dipende solo dalla corretta esecuzione tecnica, ma implica il coinvolgimento di diverse forze di natura sociale e spirituale.
Di solito i segreti della fusione erano noti solo a pochi specialisti il che consentiva anche di mantenere uno stretto controllo sulla produzione, e di conseguenza sulle attività economiche. In questa zona del continente africano esistono casi in cui i fabbri dipendono da altri per la fusione del metallo e casi in cui i fabbri praticano sia la fusione che la forgia. Anche in questi ultimi casi esistono poi numerose specializzazioni locali e individuali che distinguono diversi tipo di produzione. Per esempio, tra i Bafia del Camerun, alcuni fabbri si specializzano nella produzione di asce, zappe, machete e rasoi, mentre altri si dedicano alla produzione di anelli e ornamenti, coltelli e pugnali, altri ancora fabbricano armi, spade, e coltelli di grandi dimensioni.
Molto variabile è anche la modalità di lavoro. Mentre presso alcuni gruppi, il fabbro è uno specialista a tempo pieno che produce oggetti che vende ai propri clienti, il altri casi i fabbri lavorano solo su commissione e vengono pagati per il loro lavoro prima ancora di realizzare il prodotto. Presso i Kikuyu del Kenya, i clienti dovevano portare al fabbro il ferro e il carbone prima di contrattare il prezzo del lavoro necessario per la realizzazione di un dato attrezzo.
De Maret mette in luce come la natura permanente o occasionale del lavoro del fabbro sia da mettere in correlazione con le dimensioni della società e la sua capacità di produrre un quantitativo di cibo sufficiente a sostenere il bisogno alimentare di tecnici a tempo pieno. In effetti, nelle economie di sussistenza la remunerazione dei fabbri comprende spesso prodotti alimentari, anche se esistono casi in cui il pagamento viene effettuato in materie prime o moneta.
Presso un gran numero di popolazioni e in particolare nel bacino del Congo, è il fabbro a fabbricare le "monete", vale a dire le unità di valore metallico (spesso sotto forma di lama) utilizzate prevalentemente negli scambi matrimoniali o nell'acquisizione di diritti nelle società iniziatiche. Al di là della loro funzione primaria, le "monete" metalliche vanivano poi usate anche in scambi commerciali di diversa natura.

## Aspetti simbolici
Nella maggior parte delle popolazioni bantu, il fabbro è considerato come un mago. Il suo potere è strettamente connesso alla sua abilità di manipolare il fuoco e il metallo per formare il ferro. La fusione del metallo è infatti un'attività investita di una molteplicità di valenze simboliche. Molte sono le prescrizioni che regolano l'operazione di fusione. Le principali riguardano l'astensione sessuale che solitamente riguarda i fabbri coinvolti nella fusione e talvolta anche coloro che preparano il carbone. L'operazione dell'estrazione del metallo è infatti ricca di metafore riproduttive che spesso sono enfatizzate anche dalla forma e terminologia della fornace, che in molte parti dell'Africa centrale è assimilata a un corpo femminile. In molte culture di questa zona si ritrovano riferimenti espliciti che assimilano la fusione del metallo al coito o al parto. De Maret riporta come tra i Tshokwe dell'Angola, i fabbri che si apprestano a fondere il metallo eseguono una serie di riti che vengono praticati durante il parto. Al contempo, la terminologia utilizzata per le varie parti della fornace e le sequenze dell'operazione rimandano al corpo femminile e al processo del parto.
L'omologia sul piano simbolico tra il ruolo creatore della donna e del fabbro/metallurgista sono tratti che si ritrovano in diversi contesti culturali. Proprio questa dimensione "fecondante" della metallurgia - oltre alla sua innegabile valenza economica - ne spiega in parte anche la sua funzione politica, che nell'area bantu è solitamente connessa a una visione positiva del potere degli artigiani che operano con il fuoco.